# Eine ganz heiße Nummer 2.0
Eine ganz heiße Nummer 2.0 ist eine deutsche Filmkomödie von Rainer Kaufmann aus dem Jahr 2019. Es handelt sich um die Fortsetzung von Eine ganz heiße Nummer (2011). Das Drehbuch von Kathrin Richter und Jürgen Schlagenhof basiert auf den von Andrea Sixt kreierten Charakteren. Gisela Schneeberger, Rosalie Thomass und Bettina Mittendorfer schlüpften erneut in ihre Rollen Waltraud, Lena und Maria, die in Eine ganz heiße Nummer 2.0 versuchen, ihrer unter Landflucht leidenden Gemeinde mit der Teilnahme an einem Tanzwettbewerb zu einem Breitband-Internetzugang zu verhelfen.
Hergestellt wurde das Sequel von der Rat Pack Filmproduktion in Koproduktion mit ATrack Film, Constantin Film, der Martin Richter Filmproduktion, Mythos Film, der tnf telenormfilm und dem ZDF. Die Dreharbeiten fanden von April bis Juni 2018 abermals vornehmlich in der niederbayerischen Gemeinde Gotteszell statt. Der Kinostart war in Deutschland am 3. Oktober 2019 und in Österreich am darauffolgenden Tag. Kritiker lobten einvernehmlich die schauspielerische Leistung im Film, bewerteten diesen aufgrund seines Drehbuchs im Vergleich zu seinem Vorgänger jedoch vorwiegend negativ.

## Handlung
Marienzell, eine Gemeinde in Niederbayern, leidet unter der Landflucht – die Leute ziehen weg, Touristen bleiben aus, es gibt keine Arbeit und keinen Nachwuchs. Vor allem fehlt ein Breitband-Internetzugang. Eine schnelle Leitung ist nirgends in Sicht. Für das in der Region tätige Kommunikationsunternehmen lohnt sich eine Investition nicht aufgrund einer zu geringen Einwohnerzahl und zu hoher Kosten. Während die Männer im Dorf versuchen, auf eigene Faust eine Glasfaserleitung in den Ort zu verlegen, sieht Bäuerin Lena eine Chance, anderweitig die nötigen Mittel aufzutreiben: Sie will an einen Tanzwettbewerb im benachbarten Josefkirchen teilzunehmen, um mit dessen Preisgeld von 10.000 Euro die Finanzierung der notwendigen Infrastruktur voranzutreiben. Von den Bewohnern des konservativen Ortes abermals belächelt, kann sie zumindest Maria und die zögerliche Waltraud zur Teilnahme überreden. Erst als das Trio per Zufall Unterstützung von Jorge González erhält, nehmen die Vorbereitungen auf den Bewerb Fahrt auf.
Doch auch im Privaten hat jede der drei Frauen mit eigenen Sorgen und Nöten zu kämpfen: Maria, die nach Aufgabe ihres Tante-Emma-Ladens in einem Spa jobbt, sieht sich mit der Neuheirat ihres Ex-Mannes Manni konfrontiert. Von ihrer freundschaftlichen Beziehung zu ihm geblendet, erhofft sie sich dennoch einen Neustart mit ihm. Als Manni ihr jedoch offenbart, dass er plant, das noch von Maria bewohnte Eigenheim zu verkaufen, eskaliert die Situation zwischen den beiden und Maria wirft ihn hinaus. Halt findet sie in ihrem Bekannten, dem ortsansässigen Busfahrer Loisi, der sich überdies als talentierter Hobbytänzer entpuppt und die Frauen in ihrem Vorhaben unterstützt.
Lena wünscht sich von ihrem Lebensgefährten Willi endlich ein Baby, doch dieser sieht in Anbetracht der schlechten finanziellen Situation des Paares keine Grundlage für eine Familie. Als sie herausfindet, dass er unterdessen lieber Pornos konsumiert, statt mit ihr zu schlafen, zieht sie den Stecker und zieht mit ihrem Hausschwein Pauli kurzerhand zu Maria. Waltraud, die sich zwischenzeitlich als Kassierin in einem Supermarkt durchschlägt und nebenbei ein Taschengeld als Gelegenheitsfriseurin und Pflegebetreuung dazuverdient, sieht sich hingegen zunehmend in ihrer antriebslosen Ehe mit Gatte Heinz gefangen. Erst der Tod des von ihr umsorgten Dr. Huber kann Waltraud die Augen öffnen, die daraufhin ebenfalls die Koffer packt und zu Maria zieht, um mit ihr und Lena an ihrem Auftritt zu arbeiten.
Kurz vor ihrem Auftritt macht Moni, die Frau des Bürgermeisters, dem Trio einen Strich durch die Rechnung: Sie hat gemeinsamen mit zwei Freundinnen ebenfalls eine freizügige Darbietung zum Lied „Lady Marmalade“ einstudiert. Lena beschließt daraufhin, allein anzutreten, und fordert den ebenfalls anwesenden Willi auf der Bühne zu einem Tango auf. Das Paar wird für seine improvisierte Performance von den Zuschauern frenetisch gefeiert, kann sich am Ende aber nicht gegen die Konkurrenz durchsetzen. Frau Jörgensen, die Leiterin des regionalen Kommunikationsunternehmens, die Waltraud zuvor zur Veranstaltung eingeladen hatte, erkennt im Engagement der drei Frauen jedoch die große Not der Gemeinde und bewilligt daraufhin die Verlegung von Glasfaser nach Marienzell durch ihr Unternehmen.

## Produktion

### Hintergrund
Die Verfilmung von Autorin Andrea Sixts Roman Eine ganz heiße Nummer avancierte im Jahr 2011 mit mehr als 1,3 Millionen Besuchern zur zweiterfolgreichsten deutschen Arthouse-Produktion des Jahres 2011. Auch bei Kritikern stieß die Adaption auf vornehmlich positive Kritiken. So wurde Eine ganze heiße Nummer unter anderem in der Kategorie Film National für den Bambi 2012 nominiert. Im Mai 2013 wurde bekannt gegeben, dass Sixt an einer Fortsetzung mit dem Titel Eine ganz heiße Nummer – Alle nackert schreibe. Die Verfilmung von Roman und Drehbuch sollte ab August des Jahres erneut unter der Regie von Markus Goller und Kamera von Ueli Steiger in Gotteszell und Umgebung entstehen. Neben Gisela Schneeberger, Bettina Mittendorfer und Rosalie Thomass waren auch Monika Gruber und Sigi Zimmerschied erneut angefragt worden.
Anders als bei Eine ganz heiße Nummer versprach Sixt einen breiteren thematischen Ansatz, der einen ebenso „breiteren, deutschlandweiten Kinostart“ ins Auge fassen ließ. Die Geschichte sollte etwa ein halbes Jahr nach den Geschehnissen des Originals einsetzen und von einer ungebetenen Rockerbande erzählen, die die Figur Maria nach der Rückkehr von ihrer Südamerikareise mit Hilfe ihrer Freundinnen und eines bei einem Schamanen erlernten Potenzmittels in die Flucht zu schlagen glaubt. Sowohl die angekündigte Veröffentlichung des Romans im Blanvalet Verlag als auch der Beginn der Dreharbeiten mussten jedoch mehrfach verworfen werden, nachdem Terminprobleme der Originalbesetzung weitere Planungen bis ins Jahr 2014 hinein verhinderten. Nachdem Goller das Projekt verlassen hatte, bekam Regisseur Rainer Kaufmann die Regie für das Sequel angeboten, die er jedoch letztlich ablehnte. Sixts Drehbuch wurde daraufhin verworfen.

### Dreharbeiten

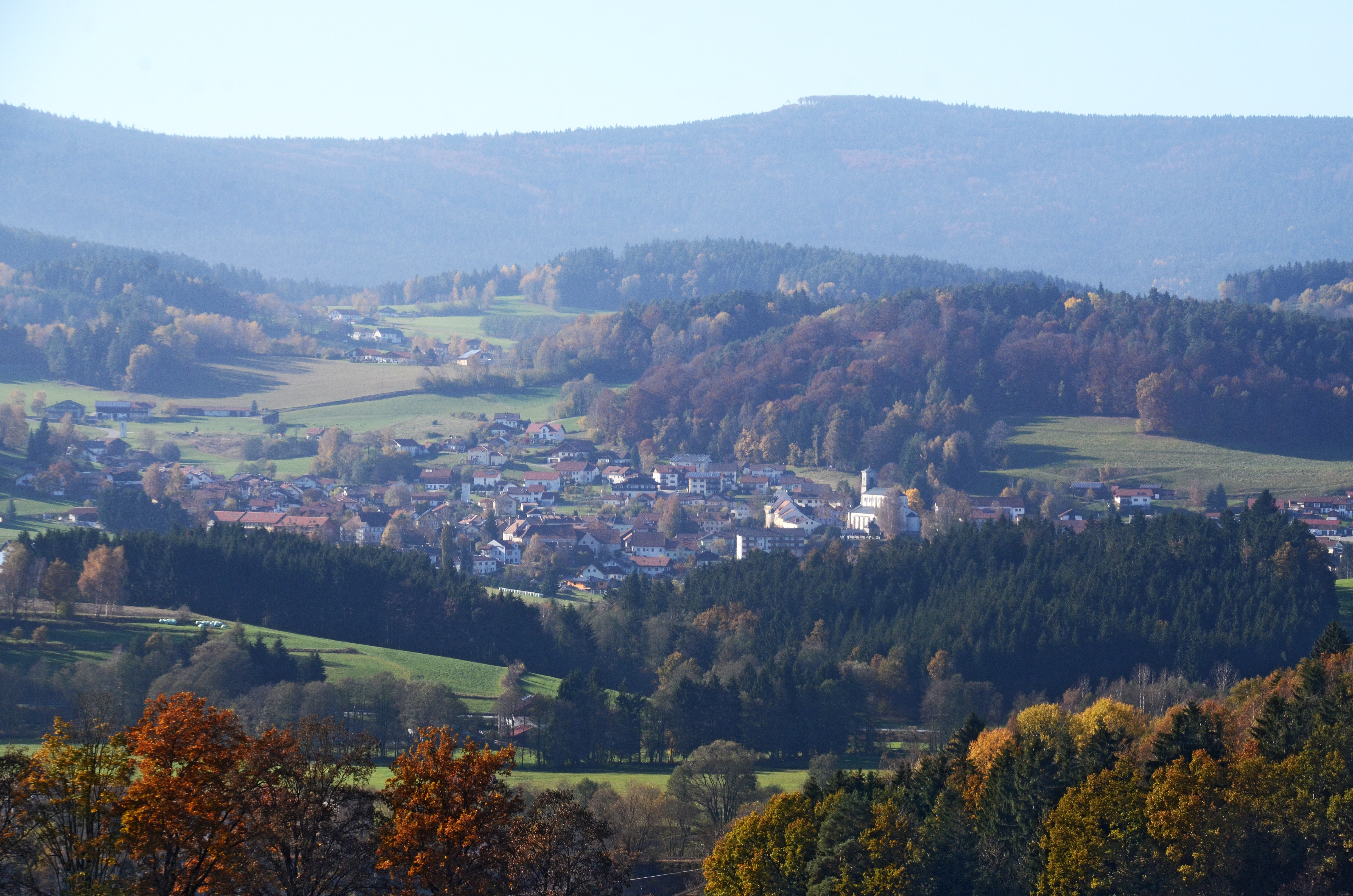
Erneut fungierte die Gemeinde Gotteszell im Bayerischen Wald als Hauptdrehort.

Die Autoren Kathrin Richter und Jürgen Schlagenhof wurden schließlich mit dem Schreiben einer neuen Geschichte beauftragt. Martin Richter, Produzent des Originals und bei der Rat Pack Filmproduktion für die Fortentwicklung verantwortlich, brachte Kaufmann, der mit Richter bereits mehrfach zusammengearbeitet hatte, daraufhin erneut ins Spiel. Dieser sagte schließlich zu. Realisiert wurde Eine ganz heiße Nummer 2.0 federführend von der Rat Pack Filmproduktion unter der Leitung von Richter und seinem Kollegen Christian Becker, in Koproduktion mit ATrack Film, Constantin Film, der Martin Richter Filmproduktion, Mythos Film, und tnf telenormfilm. Als Koproduzenten traten neben Sixt erneut Florian Deyle und Philip Schulz-Deyle, aber auch erstmals Cord Troebst und Martin Moszkowicz in Erscheinung. Beteiligt war darüber hinaus das ZDF unter der Redaktion von Caroline von Senden und Esther Hechenberger.
Finanziell unterstützt wurde die Produktion vom FilmFernsehFonds Bayern (FFF Bayern) und dem Deutschen Filmförderfonds (DFFF). Die Dreharbeiten fanden vom 24. April bis zum 13. Juni 2018 statt. Gefilmt wurde abermals in der niederbayerischen Gemeinde Gotteszell und Umgebung sowie in München. Für den Ton zeichnete Gunnar Voigt verantwortlich, für das Szenenbild Petra Heim, für die Kostüme Lucie Bates und für die Maske Nadine Scherer und Barbara Spenner. Während Schneeberger, Mittendorfer, Thomass und das Gros der Originalbesetzung erneut vor die Kamera traten, kehrten Gruber und Zimmerschied für die Fortsetzung – anders als noch für Eine ganz heiße Nummer – Alle nackert geplant – nicht an das Filmset zurück. Grubers Charakter der Bürgermeistersgattin Gerti Oberbauer wurde daraufhin durch die Rolle der Moni ersetzt, deren Spiel Franziska Schlattner übernahm. Ferry Öllingers Rolle des Heinz Wackernagel wurde aus terminlichen Gründen wiederum mit Felix von Manteuffel neu besetzt.

## Kritiken
Oliver Kube befand auf filmstarts.de, dass die Fortsetzung unbedingt ein besseres Drehbuch gebraucht hätte. So seien nur einzelne Szenen recht amüsant, aber als Ganzes könne der Film dem gelungenen Vorgänger einfach nicht das Wasser reichen. Am schönsten seien dabei die Momente, in denen die ansonsten zu oft räumlich voneinander getrennten Hauptdarstellerinnen zusammen auf der Leinwand agieren. Kurzweilig seien darüber hinaus die Tanz-Einlagen beziehungsweise die Versuche, solche überhaupt erst einmal auf die Beine zu stellen. Der gar nicht so heimliche Star des Films sei Paul, Lenas goldiges Ferkel.

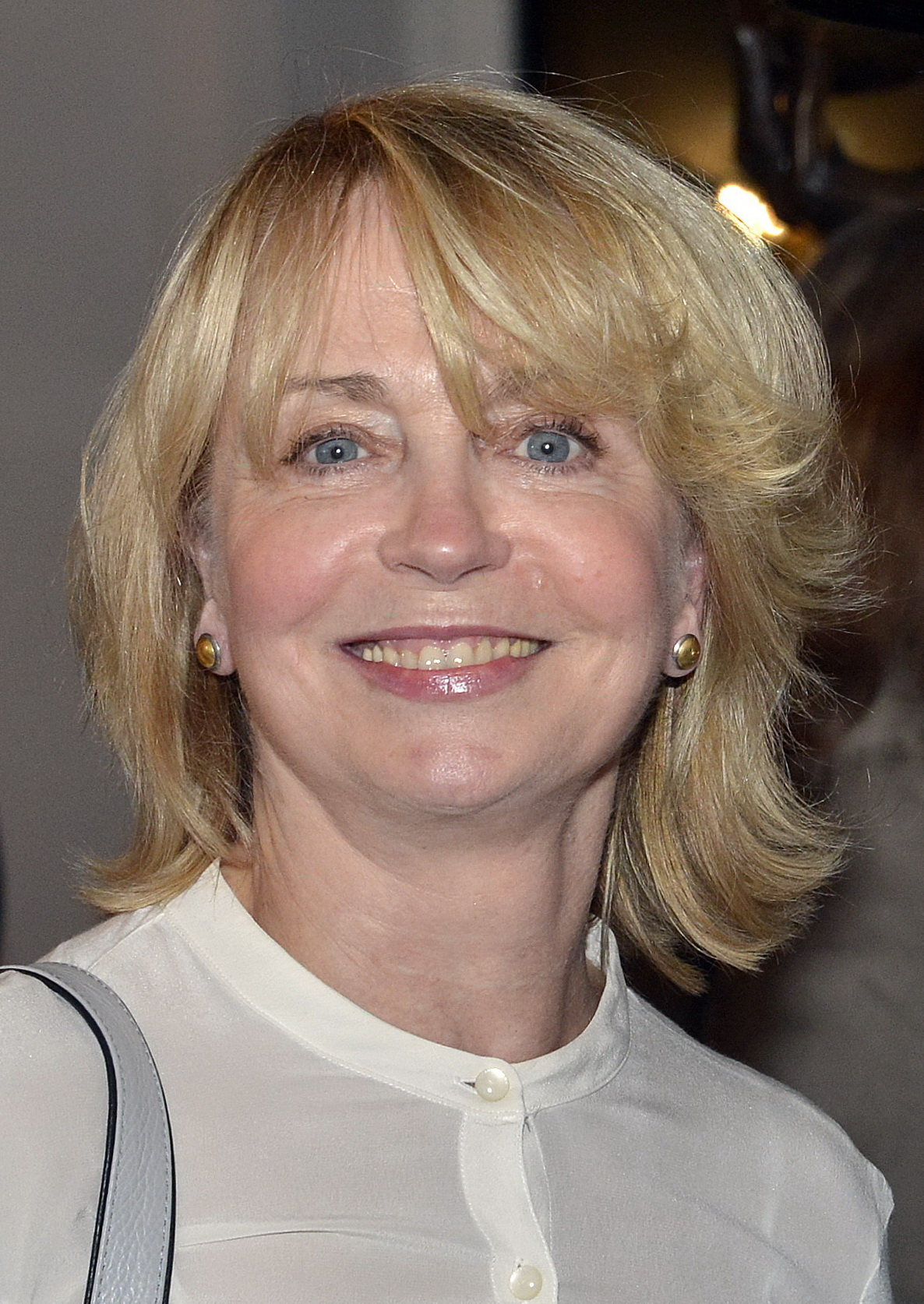
Die Besetzung um Gisela Schneeberger erhielt positive Kritiken für ihr Spiel.

 Manfred Riepe von epd Film befand, dass sich der Film als „moderner Heimatfilm“ präsentiere, angesiedelt im Trend anderer Mundartkrimis wie den Eberhofer-Krimis oder Sau Nummer vier (2010), die ebenfalls einschlägige Klischees des Heimatfilms zu bedienten und gleichzeitig gegen den Strich zu bürsten versuchten. Als Fortsetzung sei Eine ganz heiße Nummer 2.0 dagegen jedoch „eher entbehrlich“. Der Film habe zwar „durchaus seine Momente“, unter dem Strich dominiere jedoch „Schenkelklopferhumor. Der Film, lärmend und nicht wirklich subtil, erinnert an den Gang über einen Jahrmarkt“.
Julian Weinberger schrieb im Weser Kurier, dass der Film mit der Landflucht und der fehlenden Breitbandabdeckung Themen behandle, die in der bayerischen Provinz aktueller nicht sein könnten. Die eigentliche Geschichte gerate aber wegen unzähliger Nebenschauplätze zunehmend aus dem Fokus. Die fehlende Originalität versuche Regisseur Rainer Kaufmann mit Szenen auszugleichen, die bisweilen zum Fremdschämen sind. Vor einem totalen Systemfehler würde den Film Gisela Schneeberger retten, sie zeige eine bemerkenswerte darstellerische Leistung. Die unbeholfenen Versuche Waltrauds und ihrer Freundinnen, beim Tanztraining mit Jorge González eine gute Figur abzugeben, würden für das mäßige Drehbuch entschädigen. Alles in allem würde man „aber das Gefühl nicht los, dass es auch ein Fernsehfilm locker getan hätte“.
Nürnberger Nachrichten-Redakteur Stefan Gnad nannte Eine ganz heiße Nummer 2.0 einen „lauwarmen Aufguss“ und kritisierte, dass es dem Film an einem ordentlichen Drehbuch mangele, indem die „Flachheit der Geschichte“ nur unterstreiche, dass „sich bei diesem Sequel keiner etwas getraut“ habe. Herausgekommen sei eine bemühte Klamotte, die auf „fahle Sex-Witzchen, niedliche Ferkel“ und einen Cameo-Auftritt von Jorge González setze. Einzig die schauspielerische Ensembleleistung kontere das „verkrampft-konstruierte und gänzlich ironiefreie Drehbuch […] Diese Kinokarte kann man sich sparen“.
Ähnlich deklarierte auch die Filmzeitschrift Cinema die Komödie in ihrer Rezension als „lauwarmen Neuaufguss einer bekannten Story“. Um das Schicksal des fiktiven Ortes im Film stünde es leider ebenso schlecht wie um den Film im Ganzen: „Hatte das Original einen gewissen Charme, so wirkt das Sequel altbacken und albern. Wenn der Film zwecks Humor auf ein süßes Ferkel sowie Let’s Dance-Juror Jorge González setzen muss und die ernsten Momente die besten sind, spricht das nicht gerade für eine Komödie“.

## Veröffentlichung
Die Premiere war am 30. September 2019 im Mathäser-Filmpalast in München. Der Kinostart war in Deutschland am 3. Oktober 2019 und in Österreich am darauffolgenden Tag. In Deutschland konnte sich Eine ganz heiße Nummer 2.0 nach Ende des ersten Vorführwochenendes mit rund 85.000 Besuchern auf Rang sieben der deutschen Kinocharts platzieren. Das Einspielergebnis betrug 715.000 Euro. In Österreich stieg die Komödie wiederum hinter Gemini Man, Angry Birds 2 – Der Film und Everest – Ein Yeti will hoch hinaus auf Platz vier der Kinocharts ein. Das Einspielergebnis betrug hier 110.000 Euro inklusive Previews.